# Tư tưởng Hồ Chí Minh về công nhân
Trong các hoạt động cách mạng của mình, Hồ Chí Minh rất chú trọng đến giai cấp công nhân. Vì là người theo chủ nghĩa Marx, trong đó xem lãnh đạo cách mạng là giai cấp công nhân, nên ông có nhiều hoạt động quan trọng trong việc vận động, lãnh đạo, chăm nom,… giai cấp công nhân trong tiến hành cách mạng cũng như sản xuất. Tất cả những người không có tư liệu sản xuất, phải bán sức lao động mà sống, bất kỳ họ lao động trong công nghệ hay là trong nông nghiệp, bất kỳ họ làm nghề gì, cũng đều thuộc giai cấp công nhân. Chủ chốt của giai cấp ấy, là những công nhân tại các xí nghiệp như nhà máy, hầm mỏ, xe lửa v.v. Những công nhân thủ công nghệ, những người làm thuê ở các cửa hàng, những cố nông v.v. cũng thuộc giai cấp công nhân. Nhưng chỉ công nhân công nghệ là hoàn toàn đại biểu cho đặc tính của giai cấp công nhân.

## Quan điểm cơ bản
Hồ Chí Minh xem giai cấp công nhân như là động lực mạnh mẽ của phong trào dân tộc theo khuynh hướng tiến bộ, có gắn bó máu thịt với giai cấp nông dân, chịu áp bức bởi thực dân Pháp và tư sản, chịu nhiều ảnh hưởng của trào lưu cách mạng vô sản đang phát triển và cho rằng Đảng mà không có giai cấp công nhân cũng không làm được gì. Trong Chương trình vắn tắt của Đảng, ông viết: "Đảng là đội tiên phong của đạo quân vô sản gồm một số lớn của giai cấp công nhân và làm cho họ có đủ năng lực lãnh đạo quần chúng"." và "Không bao giờ Đảng lại hy sinh quyền lợi của giai cấp công nhân và nông dân cho một giai cấp nào khác". Trong Sách lược cách mạng của Đảng ông viết: "Đảng là đội tiên phong của vô sản giai cấp, phải thu phục cho được đại bộ phận giai cấp mình, phải làm cho giai cấp mình lãnh đạo được dân chúng" . Đặc tính cách mạng của giai cấp công nhân là: kiên quyết, triệt để, tập thể, có tổ chức, kỷ luật. Công nhân là giai cấp tiền tiến nhất trong sức sản xuất, có trách nhiệm đánh đổ chế độ tư bản và đế quốc, xây dựng một xã hội mới. Vì những lẽ đó, giai cấp công nhân có thể lĩnh hội và thấm nhuần một tư tưởng cách mạng nhất: chủ nghĩa Marx Lenin. Đồng thời, tinh thần đấu tranh của họ ảnh hưởng và làm gương cho các tầng lớp khác. Do đó, về mặt chính trị, tư tưởng, tổ chức và hành động, giai cấp công nhân đều giữ vai trò lãnh đạo.

## Hoạt động của công nhân dưới ảnh hưởng Tư tưởng Hồ Chí Minh
Tư tưởng chiến lược của Đảng Cộng sản Việt Nam là Tư tưởng Hồ Chí Minh . Từ khi ra đời Đảng Cộng sản Việt Nam đã tổ chức giai cấp công nhân đứng lên đấu tranh và khởi nghĩa ở nhiều nơi. Kết quả đạt được đánh giá khác nhau ở các nguồn khác nhau.

### Phong trào 1930-1931
Do tác động của khủng hoảng kinh tế và chính sách đàn áp của Pháp, Đảng Cộng sản Việt Nam ngay từ khi mới ra đời vào khoảng tháng 2-1930 đã lãnh đạo công nhân đấu tranh ở nhiều nơi. Mục tiêu chủ yếu là đòi quyến sống nhưng cũng xuất hiện nhiều khẩu hiệu chính trị. Trong đó có các cuộc bãi công tiêu biểu:
- Cuộc bãi công ở đồn điền cao su Phú Riềng. (Xem thêm: Phú Riềng Đỏ)
- Cuộc bãi công ở đồn điền cao su Dầu Tiếng
- Cuộc bãi công ngày 1-5-1930[7]
- Cuộc bãi công ở Nhà máy diêm Bến Thủy

### Phong trào công nhân 1936-1939
Đây là giai đoạn mà phong trào công nhân tại Việt Nam diễn ra sôi nổi vì tình hình chính trị ở Pháp thuận lợi do Mặt trận bình dân (Pháp), trong đó có Đảng Cộng sản Pháp đang nắm chính quyền.
Sau Hội nghị Ban chấp hành Trung ương Đảng 7-1936, có nhiều cuộc biểu tình quy mô diễn ra trên cả nước. 6 tháng cuối năm 1936, công nhân có 236 cuộc đấu tranh ở: Cẩm Phả, Hòn Gai, Mông Dương,…
- Năm 1937 có 400 cuộc
- Năm 1938 có 131 cuộc. Tiêu biểu là cuộc mít tinh của 2 vạn công nhân Hà Nội ngày 1/5.

### Phong trào thi đua Duyên Hải
Là phong trào thi đua trong công nghiệp hưởng ứng kế hoạch 5 năm lần thứ nhất tại Việt Nam dân chủ cộng hòa.

### Công đoàn
Với tổ chức Công Đoàn hay Công hội, vì tính chất của tổ chức này là tổ chức đấu tranh cho quyền lợi của công nhân, nên Hồ Chí Minh đặc biệt chú trọng đến việc tổ chức và chỉ đạo Công đoàn. Năm 1927 trong sách Đường Kách Mệnh, ông viết về Tổ chức Lao động hải ngoại của Anh mà ông đã tham gia từ năm 1913 như sau: " Tổ chức Công hội trước đó để cho công nhân đi lại với nhau cho có cảm tình; hai là để nghiên cứu với nhau; ba là để sửa sang cách sinh hoạt cho khá hơn bây giờ; bốn là để giữ gìn quyền lợi cho công nhân; năm là giúp cho quốc dân, giúp cho thế giới". Như vậy từ rất sớm, Hồ Chí Minh lúc đấy là Nguyễn Ái Quốc đã coi trọng đến việc thành lập một tổ chức có chức năng tương tự Tổ chức Lao động hải ngoại của Anh ở Việt Nam.
Năm 1941, tại Hội nghị Trung ương lần 8 (19.5.1941), đồng thời với việc lập ra lập ra Mặt trận Việt Minh ông cũng lập ra Hội Công nhân cứu quốc hoạt động dưới sự chỉ đạo của Việt Minh, các tổ chức Công đoàn phát triển mạnh trong cả nước. 20 tháng 7 năm 1946, tại Đại hội lần thứ nhất Công đoàn Việt Nam Tổng Liên Đoàn Lao động Việt Nam đã ra đời và đến năm 1961 tại Đại hội toàn quốc lần thứ hai Công đoàn Việt Nam tổ chức này được đổi tên thành Tổng Công đoàn Việt Nam.
Đối với công tác cán bộ Công Đoàn, tại buổi làm việc với Tổng Công đoàn Việt Nam ngày 18 tháng 7 năm 1969,Hồ CHí Minh cho rằng cán bộ Công đoàn phải đoàn kết nhất trí, người cán bộ không được xa rời giai cấp và phải thấy trách nhiệm vì lợi ích giai cấp, vì lợi ích cách mạng mà làm, chứ không phải vì cá nhân.
Những tư tưởng về tổ chức công đoàn và cán bộ công đoàn của Hồ Chí Minh vẫn được Tổng Liên Đoàn Lao động Việt Nam hiện nay triển khai học tập 